# Sistema d'informació

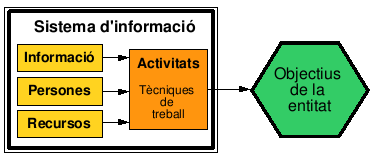
Elements d'un sistema d'informació

Un sistema d'informació (SI) és un sistema format per persones, dades, activitats, i en definitiva, el conjunt de recursos que processen la informació d'una organització. Els Sistemes d'Informació informàtics són el camp d'estudi de les Tecnologies de la Informació i la Comunicació (TIC).
Alguns fan una distinció clara entre sistemes d'informació, TIC i processos de negoci. Els sistemes d'informació són diferents de la tecnologia de la informació en el fet que un sistema d'informació habitualment té un component de tecnologies de la informació. Els sistemes d'informació són també diferents dels processos de negoci. Els sistemes d'informació ajuden a controlar el rendiment dels processos de negoci.
Semblant a un sistema d'informació, existeixen els sistemes de treball. Un sistema de treball és un sistema en què humans i/o màquines treballen fent servir recursos (incloent-hi TIC) per a produir productes i/o serveis específics per a clients. Un sistema d'informació és un sistema de treball amb activitats dedicades a processar (capturar, transmetre, emmagatzemar, recuperar, manipular i mostrar) informació.
Part de la dificultat en la definició del terme sistema d'informació és deguda a la vaguetat de la definició dels termes relacionats com ara sistema i informació. Beynon-Davies defensa una terminologia més clara basada en sistemàtica i semiòtica. Defineix un sistema d'informació com a exemple de sistema encarregat de la manipulació de símbols. Un sistema d'informació és un tipus de sistema socio-tècnic. Un sistema d'informació és una construcció mediàtica entre accions i tecnologia.
Així, els sistemes d'informació estan inter-relacionats amb sistemes de dades d'una banda i sistemes d'activitat de l'altra. Un sistema d'informació és una forma de sistema de comunicació en el que les dades representen i són processades com una forma de memòria social. Un sistema d'informació també pot ser considerat un llenguatge semi-formal que suporta la presa de decisions humana i l'acció.
Els sistemes d'informació són l'objectiu principal de l'estudi de la disciplina dels sistemes d'informació i la informàtica organitzacional.